# Aylesburyanka

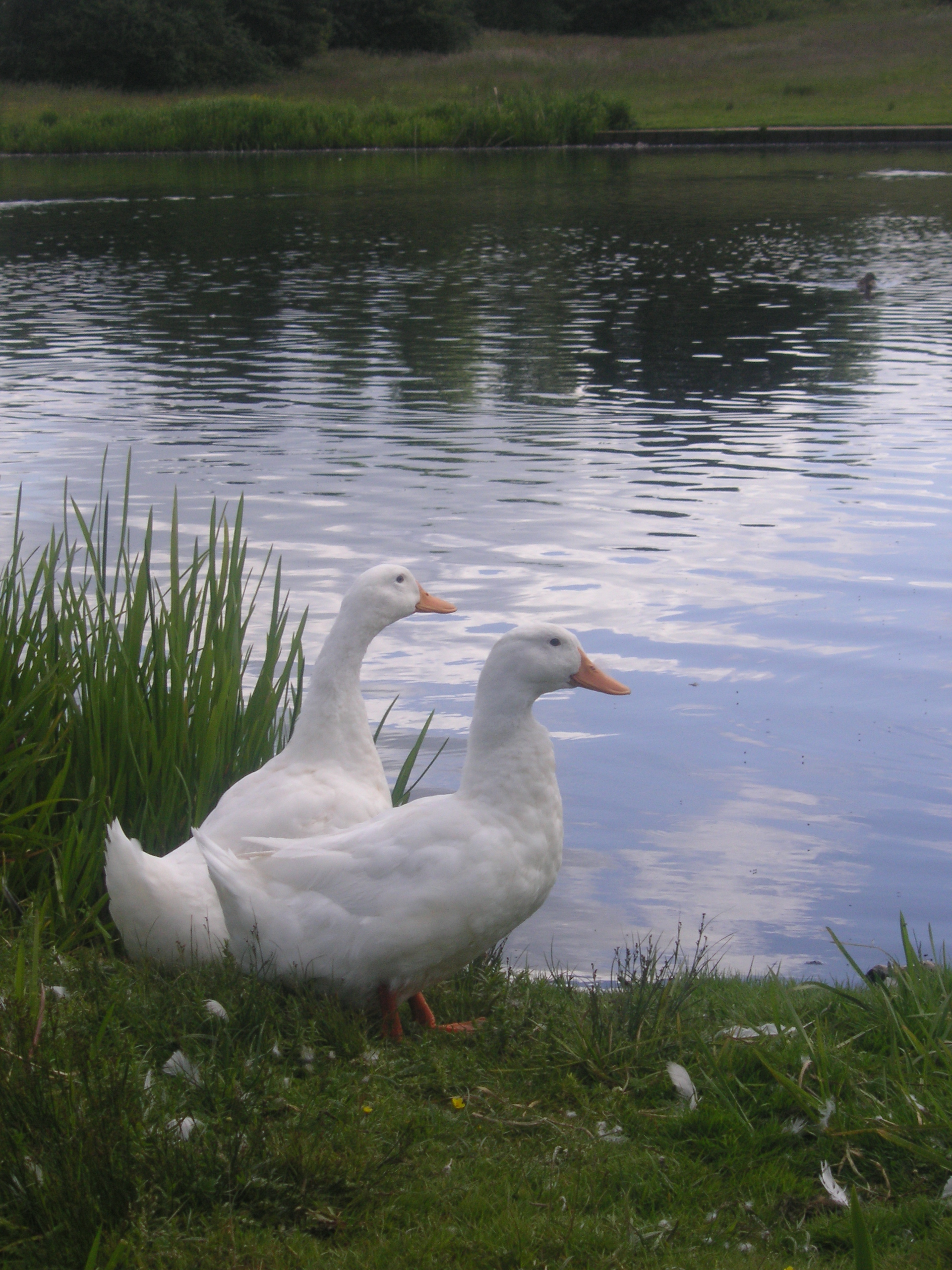

Aylesburyanka är en ankras från  staden Aylesbury i Buckinghamshire i Storbritannien. Det är en tung ras, traditionellt uppfödd främst för sitt kött. En fullvuxen individ väger mellan tre och fem kilogram, hanarna mer än honorna. Fjäderdräkten är vit, kroppshållningen vågrätt, näbben blekt gulaktig och benen orangefärgade. Ursprunget till aylesburyankan är oklart, men uppfödning av vita ankor i Aylesbury har gamla anor och går tillbaka åtminstone till 1700-talet. Genom en selektiv avel där man eftersträvade stora, vita fåglar formades rasen vidare under det tidiga 1800-talet. På Storbritanniens första fjäderfäutställning på London Zoo 1845 fanns en klass för "aylesbury och andra vita varianter". 
Vid början av 1900-talet hade rasen blivit sällsynt, på grund av konkurrens från den införda pekingankan. Man hade även korsats in pekinganka i flockarna, så antalet renrasiga aylesburyankor minskade. Dessutom drabbade sjukdomar flockarna. Första världskriget drabbade de kvarvarande uppfödarna hårt, och den småskaliga uppfödningen försvann. Det andra världskriget drabbade ekonomin hårt för de få större uppfödare som fanns kvar och en efter en lade ner. En renrasig flock aylesburyankor överlevde dock i Chesham. 
Från 1840-talet hade aylesburyankor även importerats till USA, där de finns kvar i ett mindre antal. Den amerikanska varianten av pekinganka har genom inkorsning en del aylesburyanka i sig.